# Rosario Vincenzo Benza
Rosario Vincenzo Benza (Santa Caterina Villarmosa, 21 giugno 1784 – 20 novembre 1847) è stato un vescovo cattolico italiano, secondo vescovo di Nicosia.

## Biografia
Nacque il 21 giugno 1784 a Santa Caterina Villarmosa, allora nella diocesi di Agrigento.
Il 24 settembre 1808 fu ordinato presbitero.
Il 25 luglio 1844 papa Gregorio XVI lo nominò vescovo di Nicosia; ricevette l'ordinazione episcopale il successivo 22 settembre dall'arcivescovo Domenico Maria Cilluffo e Costa, giudice della Regia Monarchia e Apostolica Legazia.
Era prozio di Ferdinando Fiandaca, anch'egli vescovo di Nicosia, dal 1903 al 1912.
Morì il 20 novembre 1847.

## Genealogia episcopale
La genealogia episcopale è:
- Cardinale Scipione Rebiba
- Cardinale Giulio Antonio Santori
- Cardinale Girolamo Bernerio, O.P.
- Arcivescovo Galeazzo Sanvitale
- Cardinale Ludovico Ludovisi
- Cardinale Luigi Caetani
- Cardinale Ulderico Carpegna
- Cardinale Paluzzo Paluzzi Altieri degli Albertoni
- Papa Benedetto XIII
- Papa Benedetto XIV
- Papa Clemente XIII
- Cardinale Marcantonio Colonna
- Cardinale Giacinto Sigismondo Gerdil, B.
- Cardinale Giulio Maria della Somaglia
- Cardinale Emmanuele De Gregorio
- Cardinale Ferdinando Maria Pignatelli, C.R.
- Arcivescovo Domenico Maria Cilluffo e Costa
- Vescovo Rosario Vincenzo Benza